# Грудиня-Велика
Грудиня-Велика (пол. Grudynia Wielka) — село в Польщі, у гміні Павловички Кендзежинсько-Козельського повіту Опольського воєводства.
Населення — 663 особи (2011).

## Демографія
Демографічна структура станом на 31 березня 2011 року:
|          | Загалом | Допрацездатний вік | Працездатний вік | Постпрацездатний вік |
| -------- | ------- | ------------------ | ---------------- | -------------------- |
| Чоловіки | 343     | 54                 | 263              | 26                   |
| Жінки    | 320     | 41                 | 231              | 48                   |
| Разом    | 663     | 95                 | 494              | 74                   |